# Stare Worowo
Stare Worowo (niem. Alt Wuhrow) – wieś sołecka w Polsce położona w województwie zachodniopomorskim, w powiecie drawskim, w gminie Złocieniec. W latach 1975–1998 miejscowość administracyjnie należała do województwa koszalińskiego. W roku 2007 wieś liczyła 310 mieszkańców.
Osada wchodząca w skład sołectwa:
- Skąpe

## Geografia
Wieś leży około 13 kilometrów na północny wschód od Złocieńca, około 1,3 km na wschód od trasy rowerowej, powstałej w miejscu linii kolejowej nr 410 łączącej Połczyn-Zdrój i Złocieniec, która została oddana w 1903 roku, ok. 3,5 km na wschód od jeziora Siecino.

## Zabytki i atrakcje turystyczne
Zabytki chronione prawem:
- kościół pw. św. Antoniego Padewskiego, szachulcowy z 1689 roku,
- park dworski z XVIII / XIX wieku, nr rej. 546 z dnia 12 lutego 1966 r. oraz 1 156 z dnia 23 marca 1982 r. Pozostałość po dworze.